# Labroidei
Sous-ordre
Les Labroidei sont un sous-ordre de poissons regroupant un grand nombre d'espèces d'eau douce comme salée, dont les scalaires, les poissons clowns, les girelles ou encore les poissons perroquets.
Ce sous-ordre n'est pas reconnu par toutes les bases de données.

## Liste des familles
Selon World Register of Marine Species (3 mai 2016) :
- famille Embiotocidae Agassiz, 1853
- famille Labridae Cuvier, 1816 -- labres, girelles, vieilles…
- famille Odacidae Günther, 1861
- famille Pomacentridae Bonaparte, 1831 -- demoiselles, poissons-clowns, castagnoles, sergent-majors…
- famille Scaridae Rafinesque, 1810 -- poissons-perroquets

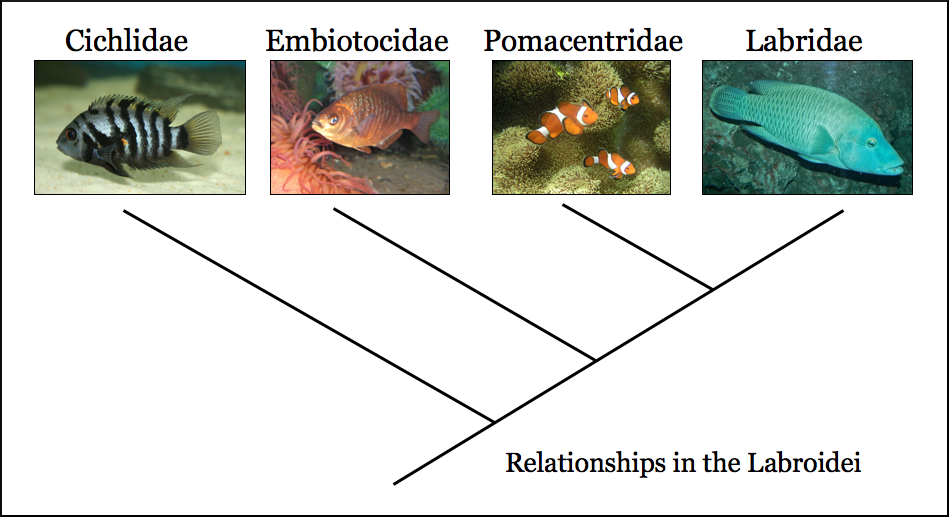
Phylogénie putative des Labroidei.

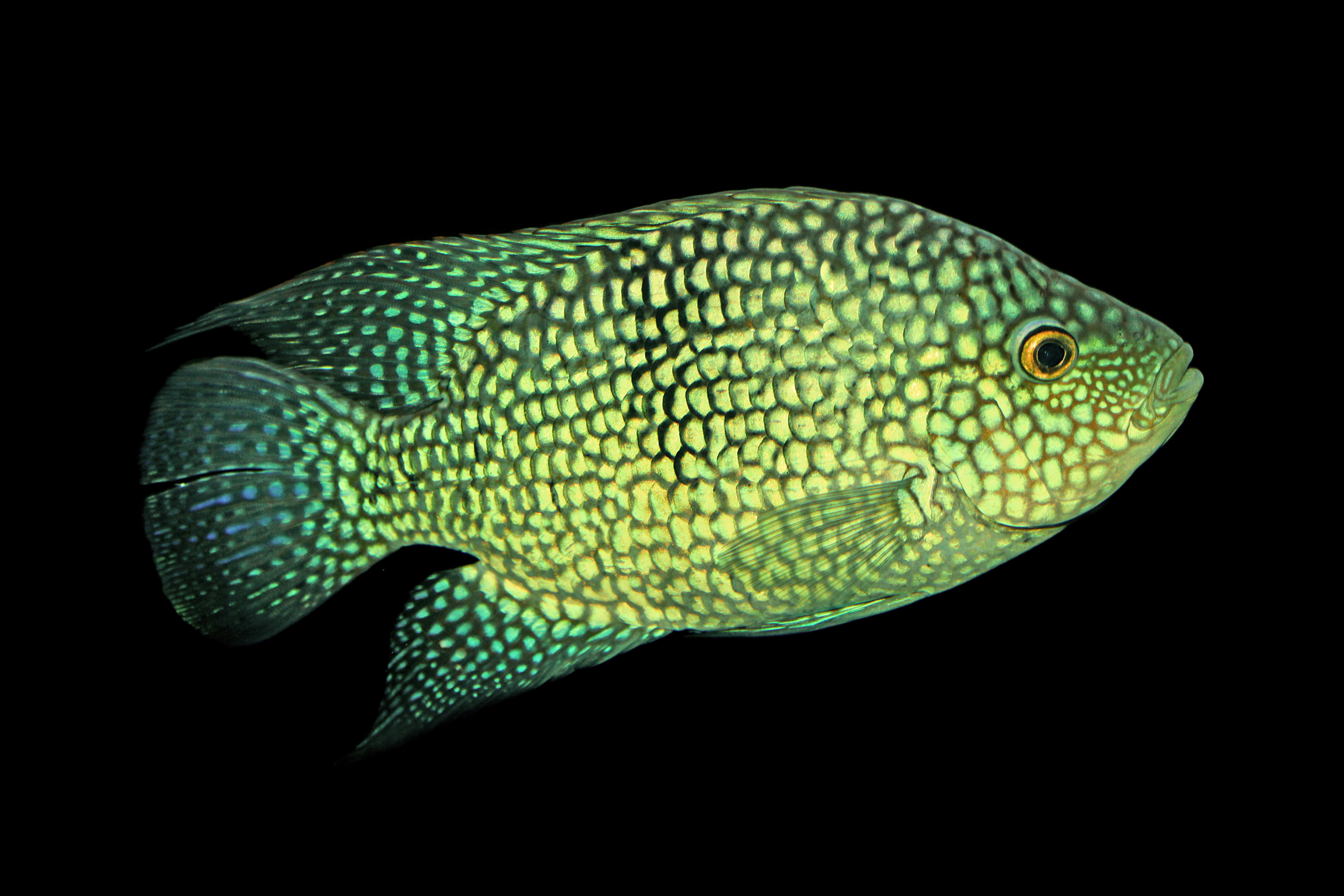
Herichthys carpintis (Cichlidae).
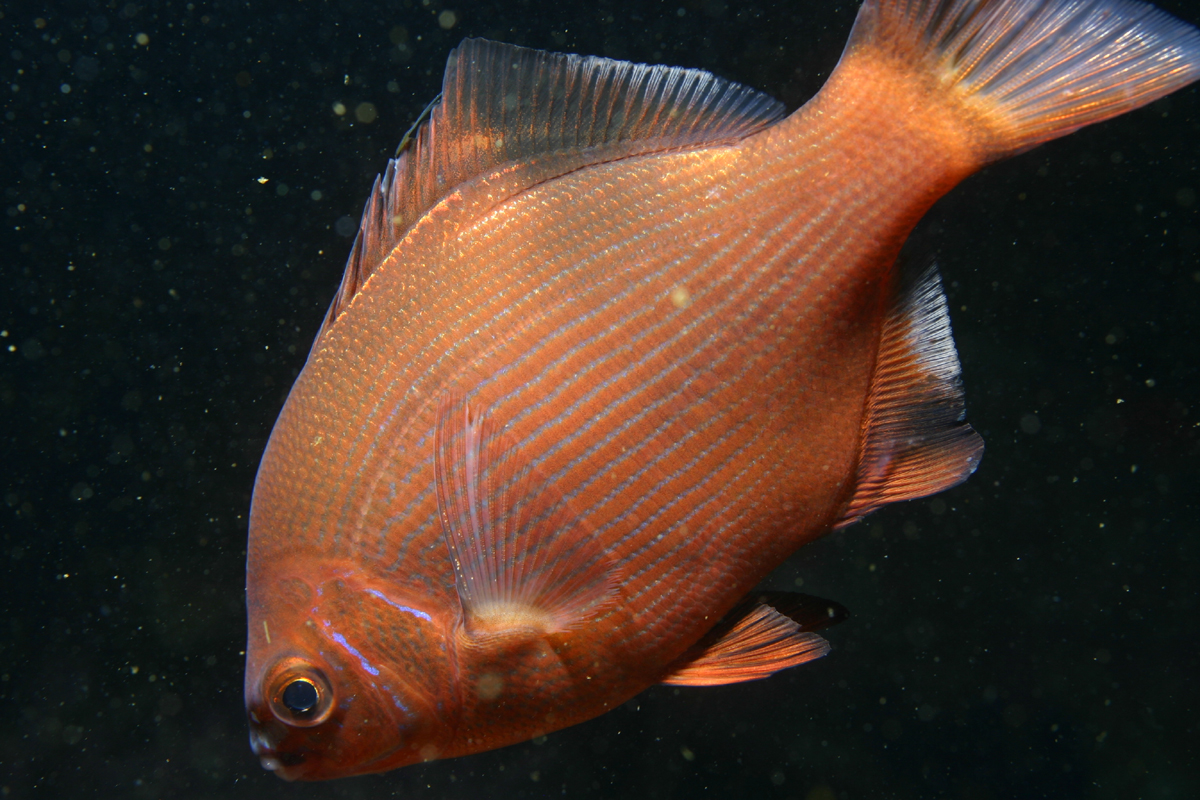
Embiotoca lateralis (Embiotocidae).
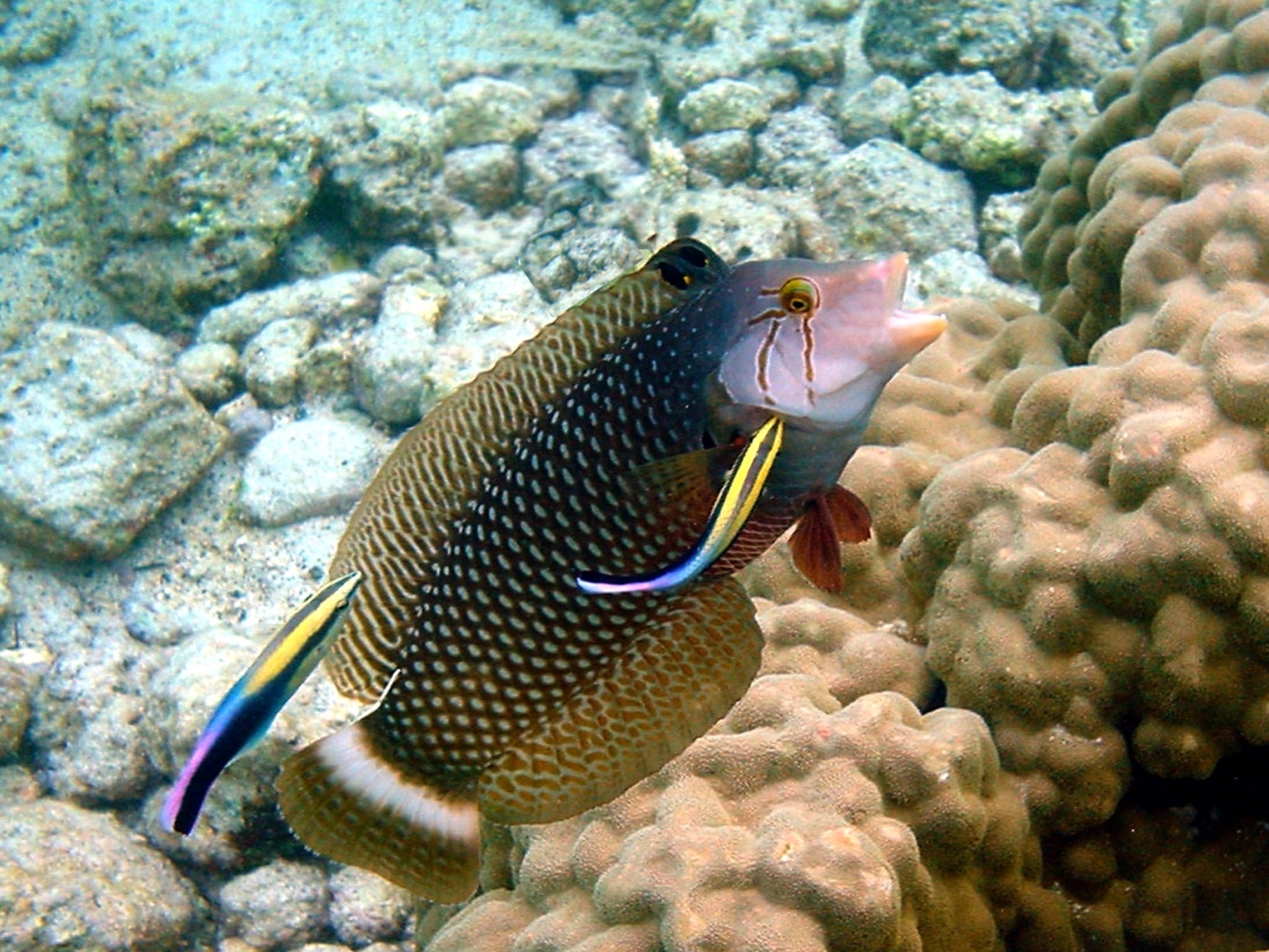
Novaculichthys taeniourus et Labroides phthirophagus, deux espèces de Labridae.
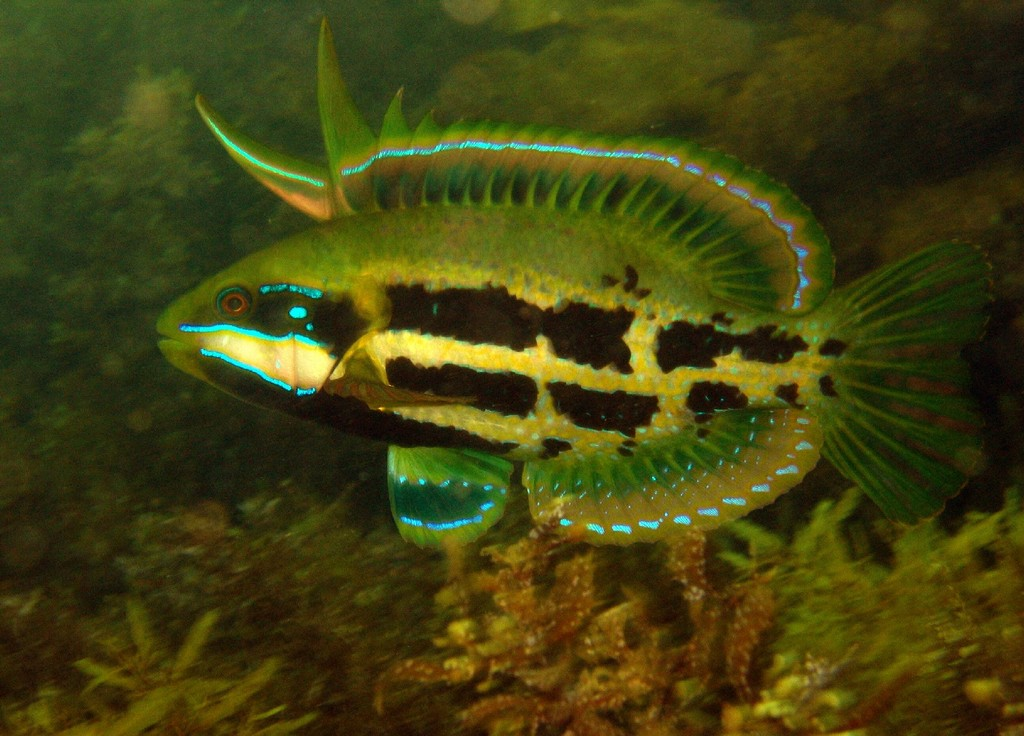
Odax acroptilus (Odacidae).
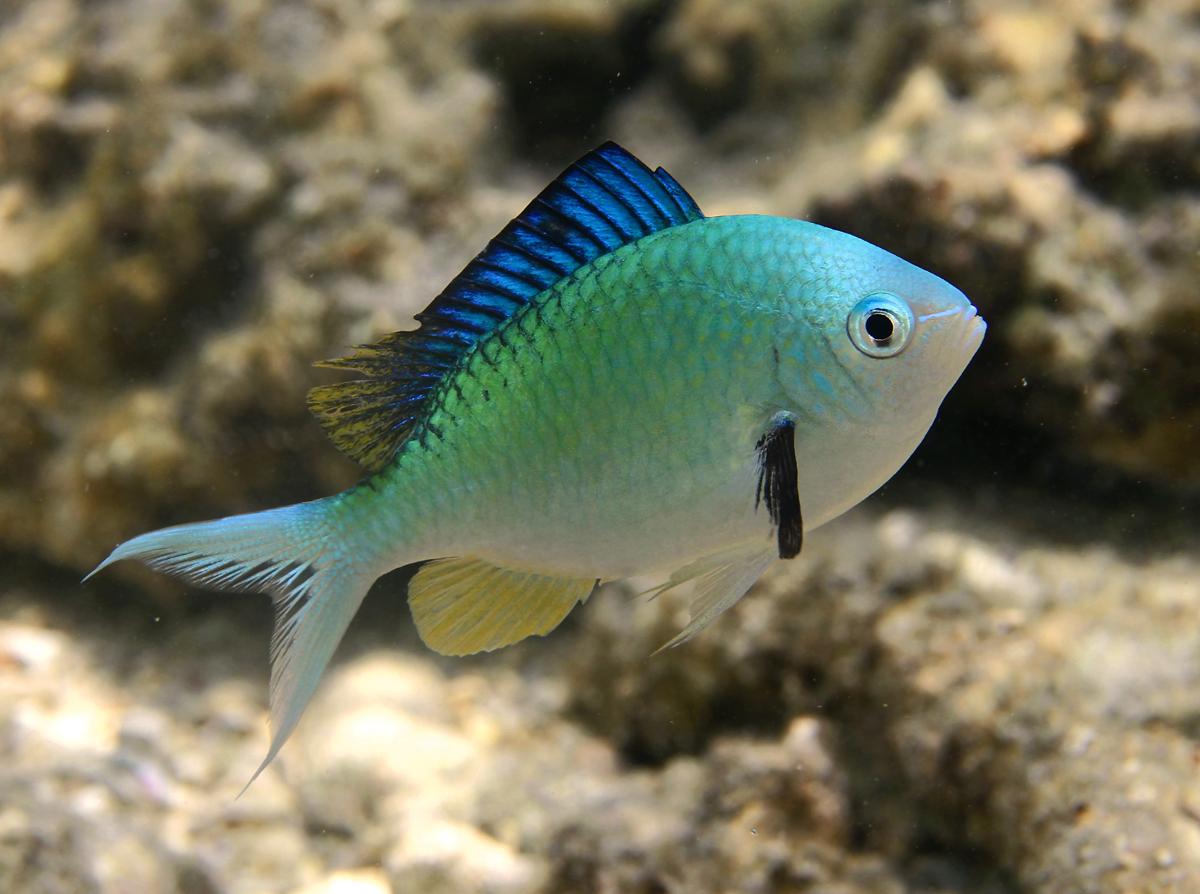
Chromis viridis (Pomacentridae).
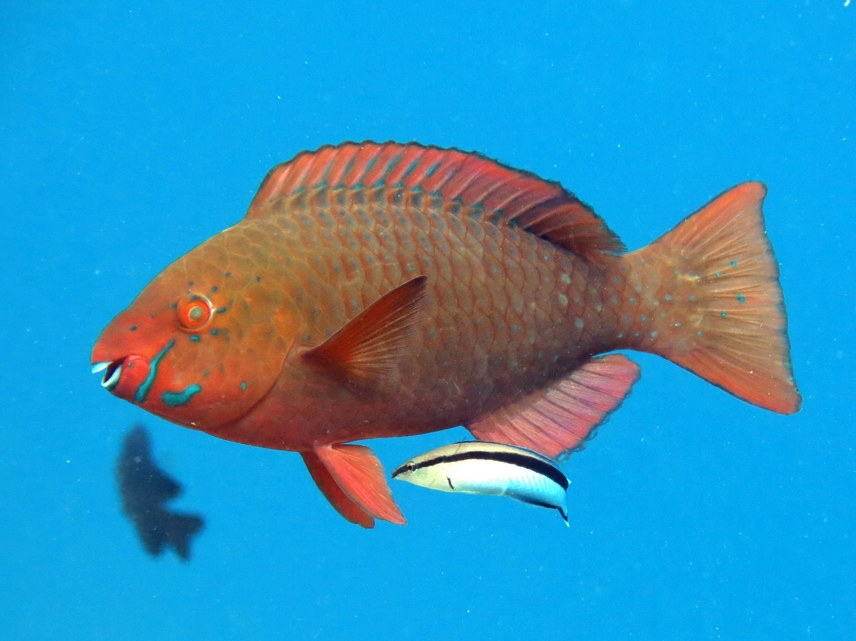
Scarus prasiognathos (Scaridae).